# 118945 Rikhill
118945 Rikhill este un asteroid din centura principală de asteroizi.

## Descriere
118945 Rikhill este un asteroid din centura principală de asteroizi. A fost descoperit pe 29 noiembrie 2000 la Junk Bond Observatory de David Healy (astronom). Asteroidul prezintă o orbită caracterizată de o semiaxă mare de 3,19 ua, o excentricitate de 0,05 și o înclinație de 7,8° în raport cu ecliptica.